# Ksar Chellala
Ksar Chellala è un comune dell'Algeria, situato nella provincia di Tiaret.